# アメリカ大気研究センター
アメリカ大気研究センター（アメリカたいきけんきゅうセンター、National Center for Atmospheric Research、NCAR、エンカー）は、気象学、気候科学、大気化学、太陽と地球の相互作用、環境や社会への影響などを研究するアメリカ合衆国の研究所である。本部は、コロラド州ボルダーにあるメサ研究所で、その建物はイオ・ミン・ペイが設計した。非営利組織である大気研究大学連合 (UCAR) が運営しており、アメリカ国立科学財団 (NSF) が資金提供している。

## 研究・サービス・施設
NCARは地球の大気を研究する学界へ、様々なツールやテクノロジーを提供しており、例えば以下のようなものがある。
- 大気過程を測定する専門機器群
- 調査用航空機
- スーパーコンピュータなどの高性能計算設備
- マウナロア太陽観測所（英語版）
- 協同屋外キャンペーン
- 気象、化学、太陽、気候過程などに関する各種大気モデル。例えば以下のような大気モデルを共同開発。
  - コミュニティ気候システムモデル（英語版） (CCSM)
  - Weather Research and Forecasting model（英語版） (WRF)
  - 全大気領域気候モデル（英語版） (WACCM)
- 社会要請に基づく技術移転
- データセット、データサービス、その他のリソース

センターには、科学者、工学者、技術者、サポート要員などがおり、これら機能を開発・拡張している。主な研究分野は次の通り。
- 気候学 - 地球の過去・現在・未来の気候。温室効果、地球温暖化、気候変動。エルニーニョやラニーニャなどの大規模な大気パターン。 旱魃や森林火災。
- 気象学 - 短期予報。気象予報と予測可能性。気候に対する気象の効果。ハリケーンや竜巻などの激しい嵐。物理的過程。
- 環境と社会への影響 - 自然環境や管理された環境への気候変動の影響。気象・気候・社会の相互作用。航空および陸上交通機関へ気象上の危険を知らせるシステム。国家安全保障。
- 大気汚染と大気化学 - 局所的・地域的・地球規模の大気汚染。大気化学と天候。大気中の化学進化と化学物質輸送。
- 太陽と宇宙天気予報 - 太陽の内部から黒点やコロナまで含めた太陽の構造。太陽が地球の気象や気候に与える影響。宇宙天気予報。
- 地球システム（英語版）のその他の側面 - 大洋、海氷、氷河、氷雪圏などを含む地球の水循環、森林、農業、都市化などの土地利用といった事象との相互作用が気象や気候に与える影響。

NCARは5つの研究所と2つのプログラムで構成されている。
研究所
- Computational & Information Systems Laboratory (CISL) - 計算・情報システム研究所
- Earth Observing Laboratory (EOL) - 地球観測研究所
- High Altitude Observatory (HAO) - 高高度観測所
- NCAR Earth System Laboratory (NESL) - NCAR地球システム研究所
- Research Applications Laboratory (RAL) - 研究応用研究所

プログラム
- Advanced Study Program (ASP) - 高度研究プログラム
- Integrated Science Program (ISP) - 統合科学プログラム

NCARが各大学や地球科学コミュニティに提供するサービスは、UCARのコミュニティプログラムによって補強されている。
CISLはNCAR内の研究所である。以前は Scientific Computing Division (SCD) と称していた。NCARが有するスーパーコンピュータ、大規模ストレージシステム、ネットワークなどのITサービスを管理運営している。CISL内の研究部門は Institute for Mathematics Applied to Geosciences（IMAGe、地球科学に数学を適用する研究所）である。

## 2007年のノーベル平和賞との関係
NCARに所属する科学者らは「気候変動に関する政府間パネル」(IPCC) に参加している。NCARの多数の研究者や技術スタッフがIPCCの気候変動アセスメントに時間と専門知識を投入した。その作業は1990年から始まり、2007年にはアル・ゴアとIPCCがノーベル平和賞を受賞することになった。

## 建築
NCARの中心となるメサ研究所はボルダー郊外の丘の頂上にある（自然保護区内にある）。その印象的な建物は建築家イオ・ミン・ペイが1960年代に設計したものである。

## 見学
クレイ社の古いスーパーコンピュータを多数保有しているが、現在では研究の主要な道具ではなくなっている。このため、NCAR の見学ツアーでは、それら古いクレイのマシンなどを自動音声の解説付きで見ることができ、気象とその地球規模の変化を示した体験型展示も見ることができる。
また、ワークショップや学究的セミナーなどもよく開催しており、様々な科学者が訪問している。逆にNCARのスタッフが他の提携している大学や研究所を訪問することもある。

## 資金と運営
NCARは非営利組織UCARが管理運営しており、NSFの連邦政府により出資された研究開発センターの1つであり、予算の95%は連邦政府から出ている。しかしNCARは連邦政府機関ではなく、従業員も政府職員ではない。NCARには約1,000名のスタッフがいる。2008年度の歳出は1億8100万ドルだった。 2010年、ロジャー・ワキモトがセンター長に就任した。
所属する有名な科学者としては、トム・ウィグリー、ケヴィン・トレンバース、カスパル・アンマンがいる。